# Danmarks ambassade i Seoul
Danmarks ambassade i Seoul er Danmarks officielle repræsentation i Sydkorea. Ambassaden blev etableret den 14. juni 1978 for at styrke de diplomatiske og økonomiske forbindelser mellem Danmark og Sydkorea.
Ambassadens primære opgaver omfatter at fremme politisk dialog, støtte danske virksomheder på det sydkoreanske marked og yde konsulær bistand til danske borgere i Sydkorea. Derudover arbejder ambassaden for at styrke samarbejdet inden for områder som handel, kultur og uddannelse samt at understøtte bæredygtig udvikling og økonomisk vækst i Sydkorea.

## Historie
De diplomatiske forbindelser mellem Danmark og Korea blev første gang etableret i 1902 med underskrivelsen af en venskabs-, handels- og navigationsaftale. Disse forbindelser blev dog afbrudt i 1905 efter Japans annektering af Korea. Efter Koreakrigens afslutning og Sydkoreas økonomiske genopbygning blev de diplomatiske relationer genoptaget i marts 1959. Siden da har Danmark og Sydkorea udviklet et tæt samarbejde inden for forskellige sektorer, herunder handel, kultur og teknologi.